# جان ام. رابسیون
جان ام. رابسیون (به انگلیسی: John M. Robsion) سناتور سابق عضو حزب جمهوری‌خواه ایالات متحده آمریکا بود. وی در سال ۱۹۳۰ میلادی سناتور ایالت کنتاکی در سنای ایالات متحده آمریکا بود.